# Kuntijärvi
Kuntijärvi är en sjö i Finland. Den ligger i kommunen Kuusamo i landskapet Norra Österbotten, i den nordöstra delen av landet, 700 km norr om huvudstaden Helsingfors. Kuntijärvi ligger 245,5 meter över havet. Den är 16,94 meter djup. Arean är 3,05 kvadratkilometer och strandlinjen är 25,55 kilometer lång. Sjön  ingår i Koundaälvens huvudavrinningsområde. 